# 虹の駅

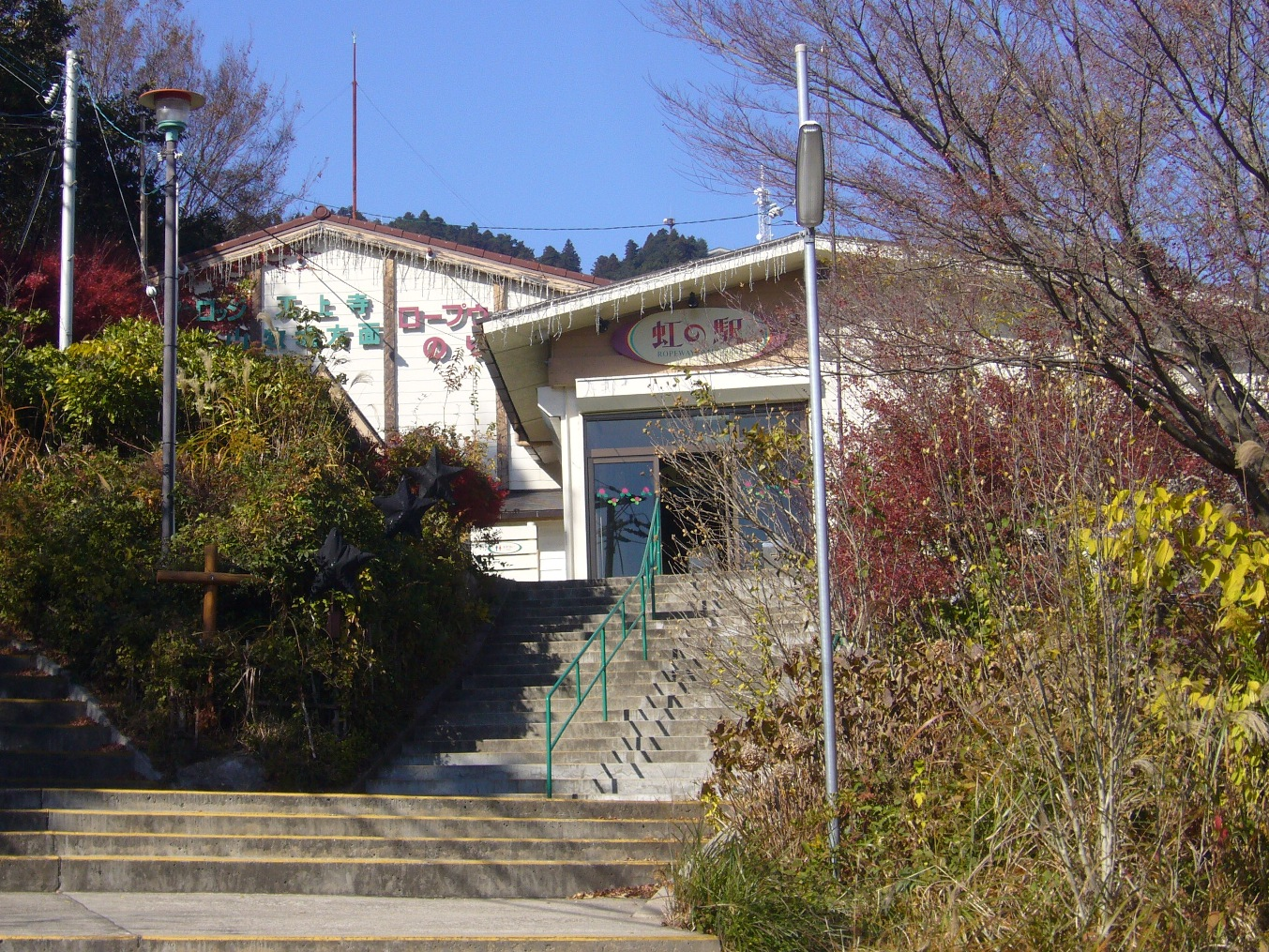
ロープウェー側の駅舎（2007年11月）

虹の駅（にじのえき）は、兵庫県神戸市灘区畑原および原田にある、こうべ未来都市機構摩耶ケーブル線・摩耶ロープウェー（まやビューライン）の駅である。2021年から「旧摩耶観光ホテル前」の副駅名が加えられている。

## 概要
ケーブルカー側の届け出上の正式駅名は「虹駅」であるが、これはほとんど使用されておらず、駅名標や駅名看板、案内や乗車券などはすべて公式通称の「虹の駅」が使用されている。ロープウェー側は「虹の駅」が正式名称である。
摩耶ケーブル線側の駅は同ケーブル線の山上駅に相当する。また、摩耶ロープウェー側の駅は同索道線の山下駅に相当する。もともとは駅から少し登ったところに存在していた忉利天上寺の最寄り駅であったが、1976年に同寺は放火により全焼し、山頂近くに移転している。
2021年（令和3年）6月に旧摩耶観光ホテルが国の登録有形文化財に登録されたことから、同年当駅に「旧摩耶観光ホテル前」の副駅名が加えられた。

## 歴史

### ケーブルカー駅
- 1925年（大正14年）1月6日 - 摩耶鋼索鉄道の高尾駅（現在の摩耶ケーブル駅） - 当駅間が開業[4]、摩耶駅（まやえき）として開業[2]。
- 1938年（昭和13年）7月5日 - 阪神大水害で被災し、8月4日まで運休のため閉鎖される。
- 1944年（昭和19年）2月11日 - 不要不急線として運休[2]。翌年までに軌道や主な施設が撤去される。
- 1955年（昭和30年）5月7日 - 営業再開[2]。ホームの上屋は再建される。
- 1975年（昭和50年）10月1日 - 六甲越有馬鉄道と摩耶鋼索鉄道の合併により六甲摩耶鉄道が設立。同社の駅となる[2]。
- 1995年（平成7年）1月17日 - 阪神・淡路大震災で被災し、路線の復旧の見通し立たず長期休止に[2]。
- 2000年（平成12年）4月25日 - 六甲摩耶鉄道が路線・設備を神戸市都市整備公社（現在の神戸住環境整備公社）へ譲渡。同公社の駅となる[2]。
- 2001年（平成13年）3月17日 - 路線の運行再開に伴い営業再開[2]。駅名を虹駅に改称、「虹の駅」の公式通称を使用開始[2]。
- 2023年（令和5年）3月18日 - 発車メロディが11月末までの期間限定で松田聖子の「赤いスイートピー」に変更される（従来までは六甲ケーブル線と同じ）[7]。

### ロープウェー駅
- 1955年（昭和30年）7月12日 - 神戸市交通局「奥摩耶ロープウェイ」の索道駅である摩耶駅として営業開始[8][9]。
- 1977年（昭和52年）7月1日 - 神戸市都市整備公社（現在の神戸住環境整備公社）に移管、「摩耶ロープウェー」の「摩耶駅」となる。
- 1995年（平成7年）1月17日 - 阪神・淡路大震災の被害を受け運休[8]。
- 2001年（平成13年）3月17日 - 神戸市都市整備公社の経営となった摩耶ケーブル線とともに運行再開[8]。駅名を虹の駅に改称。

## 駅構造
ケーブルカーとロープウェーの駅舎は分かれているが、両駅は徒歩1分ほどの至近距離に隣接している。夜間、通路はライトアップされる。

### ケーブルカー駅
ホームは軌道の両側に作られており、駅舎からホーム側を見て右側が乗車用ホーム、左側が降車用ホームである。ホームは階段状である。ホーム全体が1955年に営業を再開した当時からの上屋で覆われている。また、駅舎は少し改装されているものの1925年の開通時に建てられた当初から使われている建物であり、鉄筋コンクリート造り1階建ての建物である。駅舎の屋上にはNHK神戸放送局と近畿広域民放・サンテレビの神戸灘テレビ中継局がある。

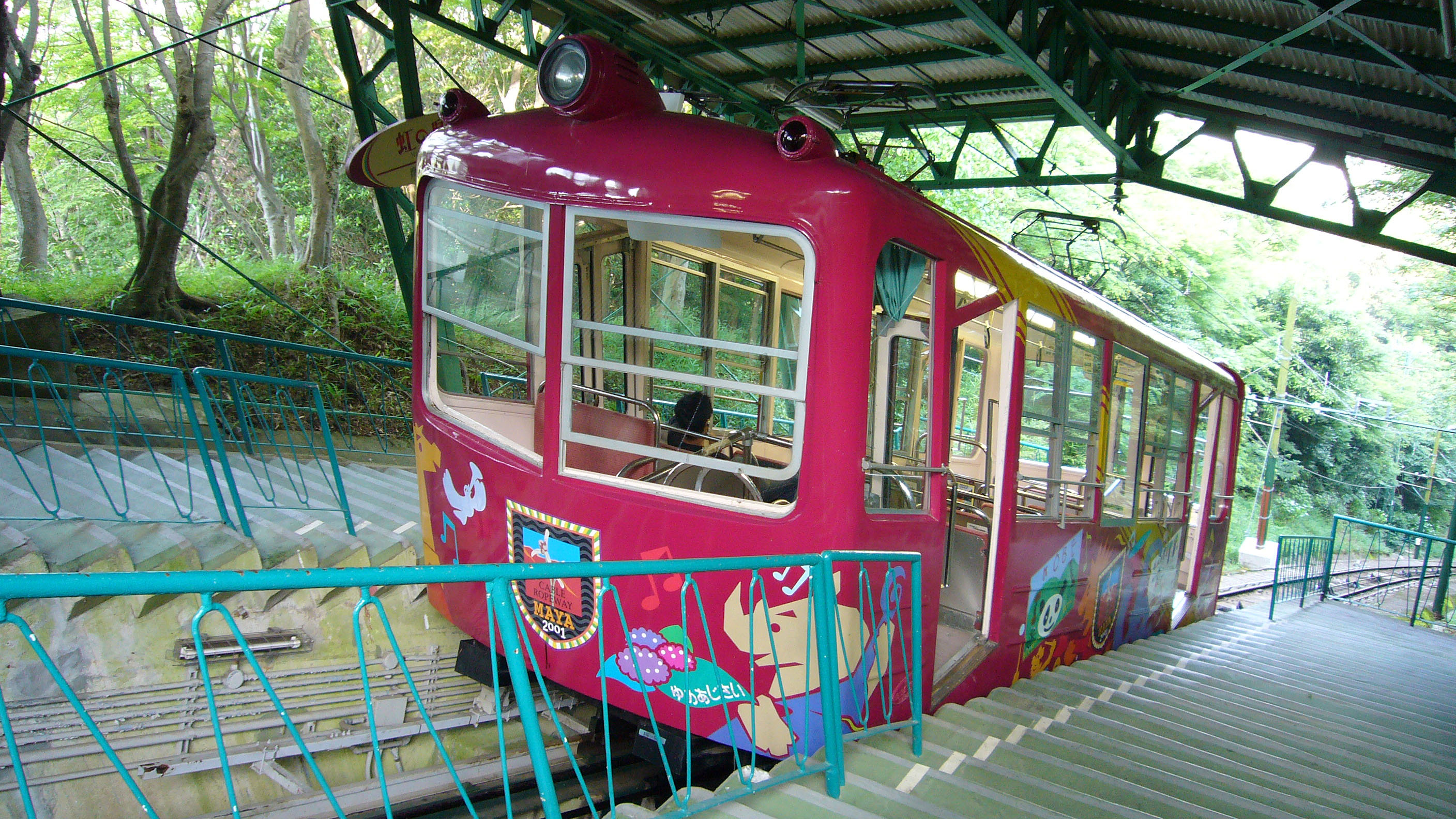
ケーブルカー駅ホーム
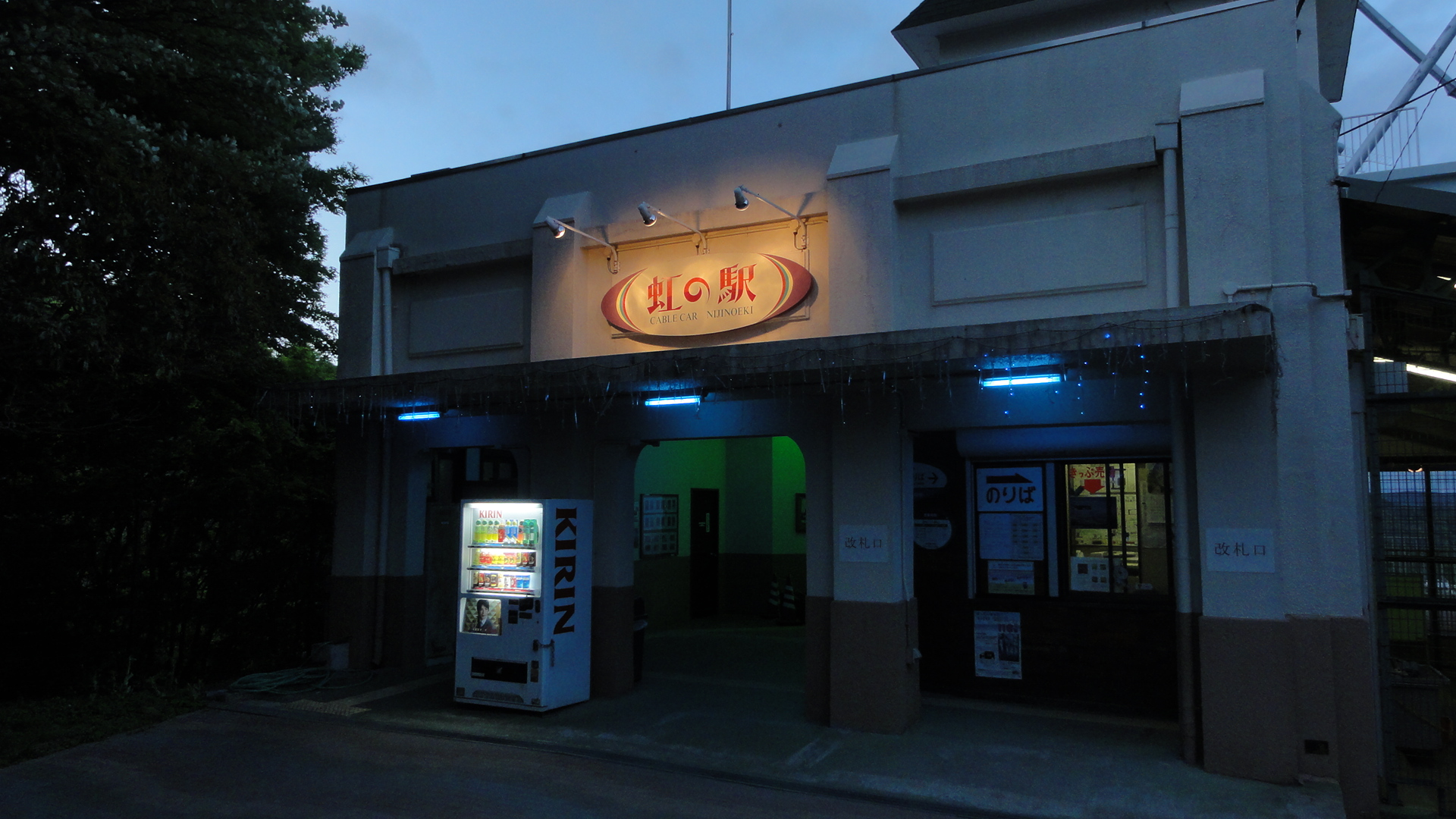
駅舎　夜間は駅舎のライトが青色に光る(写真中央付近)

### ロープウェー駅
待合室部分は鉄骨造りの1階建てで、待合室横に出札係員室が存在した跡があるが、ケーブルカーと一体運営されるようになったため、ケーブルカーの摩耶ケーブル駅から山頂まで通しで切符を購入する人がほとんどになったうえ、忉利天上寺の移転により虹駅を目的地にする人が減り、切符売場はホーム横の係員室に移動している。ホーム部分は高い屋根の鉄骨造り1階建てである。

## 駅周辺
駅周辺は、神戸市内を一望できる掬星台（きくせいだい）展望台がある。かつてはホテル（摩耶観光ホテル）や遊園地などがあったが、老朽化や忉利天上寺の移転による来客数の減少により、現在はすべて廃業しており、駅周辺に売店などはない。
- 摩耶山歴史公園（旧・忉利天上寺跡）

### 虹駅近くの展望台からの夜景

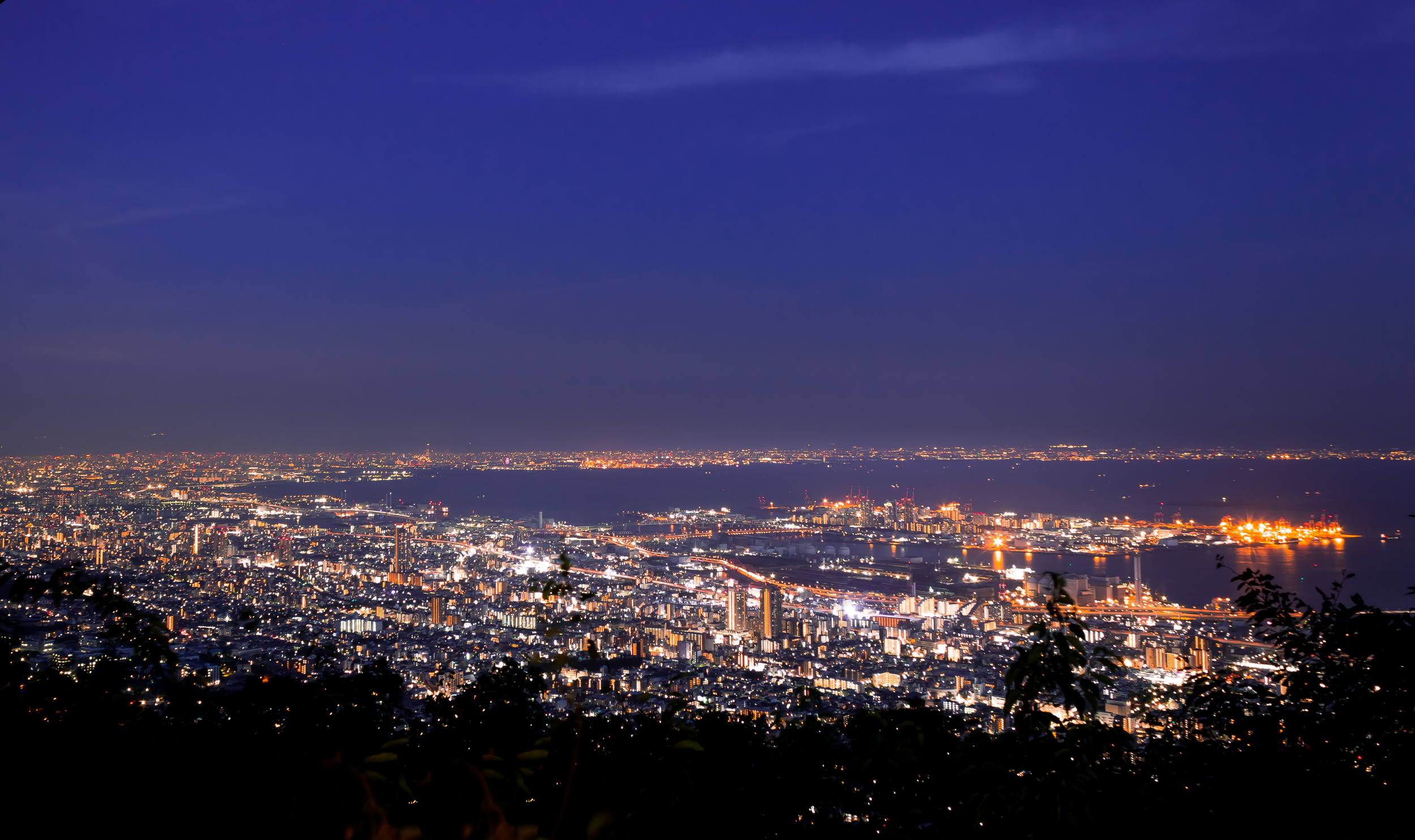
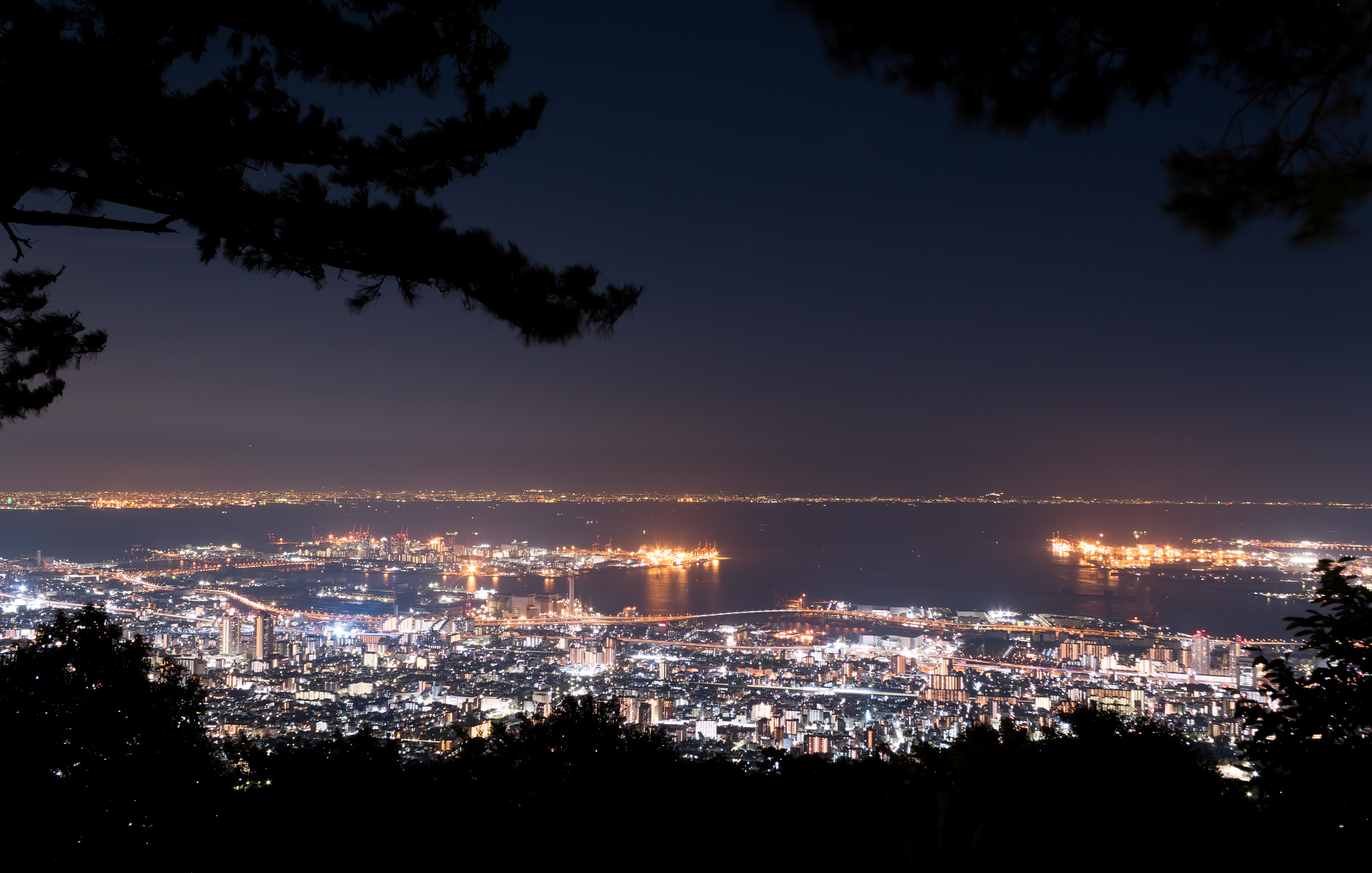
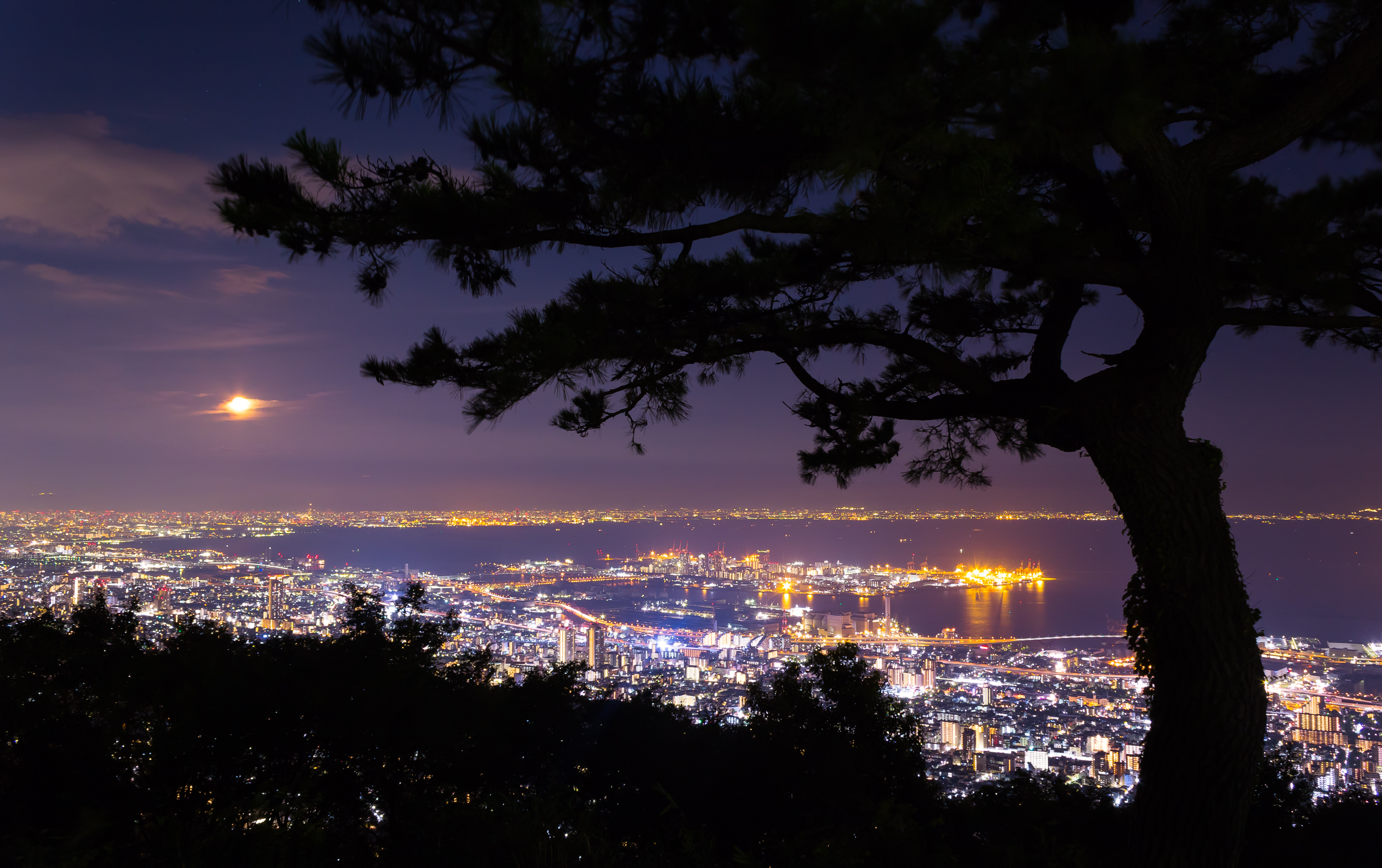

## 隣の駅
こうべ未来都市機構
摩耶ケーブル線
摩耶ケーブル駅 - 虹駅（虹の駅）
摩耶ロープウェー線
虹の駅 - 星の駅